# Войтоловка (станция)
Войтоловка — станция Санкт-Петербургского отделения Октябрьской железной дороги на однопутной линии Мга — Гатчина — Ивангород . Расположена в Кировском районе Ленинградской области в непосредственной близости от деревни Войтолово.